# 夢真
株式会社夢真（ゆめしん、英: YUMESHIN Co., Ltd.）は、東京都港区に本社を置く、建設業界を対象とした施工管理技術者・CADオペレーターの派遣事業、施工図作図事業、メディア事業を行う企業である。

## 沿革
- 1976年9月 - 建築設計事務所として設立
- 1985年4月 - 施工図作図のため海外ネットワーク形成へ着手
- 1987年4月 - 海外設計事務所に施工図の発注を開始
- 1991年3月 - 建設技術者派遣事業を開始
- 2003年9月 - 親会社が株式上場（東証JASDAQ）
- 2004年4月 - 本社を池袋へ移転
- 2005年4月 - 「株式会社夢真ホールディングス」に社名変更
- 2006年2月 - 本社を大塚へ移転
- 2012年1月 - 採用サテライト「夢探索カフェ」の展開開始
- 2014年11月 - 本社を丸の内へ移転
- 2019年10月 - 「株式会社夢真ホールディングス」が純粋持株会社体制へ移行し会社分割により「株式会社夢真」を設立
- 2021年4月 - 「株式会社夢真ホールディングス」が旧「株式会社ビーネックスグループ」と合併。 純粋持株会社が「株式会社夢真ビーネックスグループ」となる
- 2022年6月 - 本社を虎ノ門に移転
- 2023年1月 - 純粋持株会社が「株式会社オープンアップグループ」へ社名変更